# رالف بنکس
رالف بنکس (انگلیسی: Ralph Banks; ۲۰ ژوئن ۱۹۲۰ – ۱ اکتبر ۱۹۹۳) بازیکن فوتبال اهل بریتانیا بود.
از باشگاه‌هایی که در آن بازی کرده‌است می‌توان به باشگاه فوتبال بولتون واندررز اشاره کرد.